# Ruiny evangelického kostela (Rozumice)
Ruiny evangelického kostela Rozumice, polsky Ruiny Kościoła Ewangelickiego nebo Ruiny Kościoła Ewangelicko-augsburskiego w Rozumicach, jsou bývalým evangelickým kostelem ve vesnici Rozumice, nedaleko od česko-polské státní hranice. Společně se zaniklým hřbitovem se nacházejí v gmině Ketř v okrese Hlubčice v Opavské pahorkatině v Opolském vojvodství v jižním Polsku. Místo je volně přístupné.

## Další informace
V Rozumicích už od roku 1524 existovalo luterské církevní společenství. Kostel byl postaven v letech 1804 až 1807 a byl zničen během druhé světové války v roce 1945. Z kostela zůstaly jen masivní obvodové zdi a věž. U kostela se nachází pomník Nigdy więcej wojny.

## Galerie

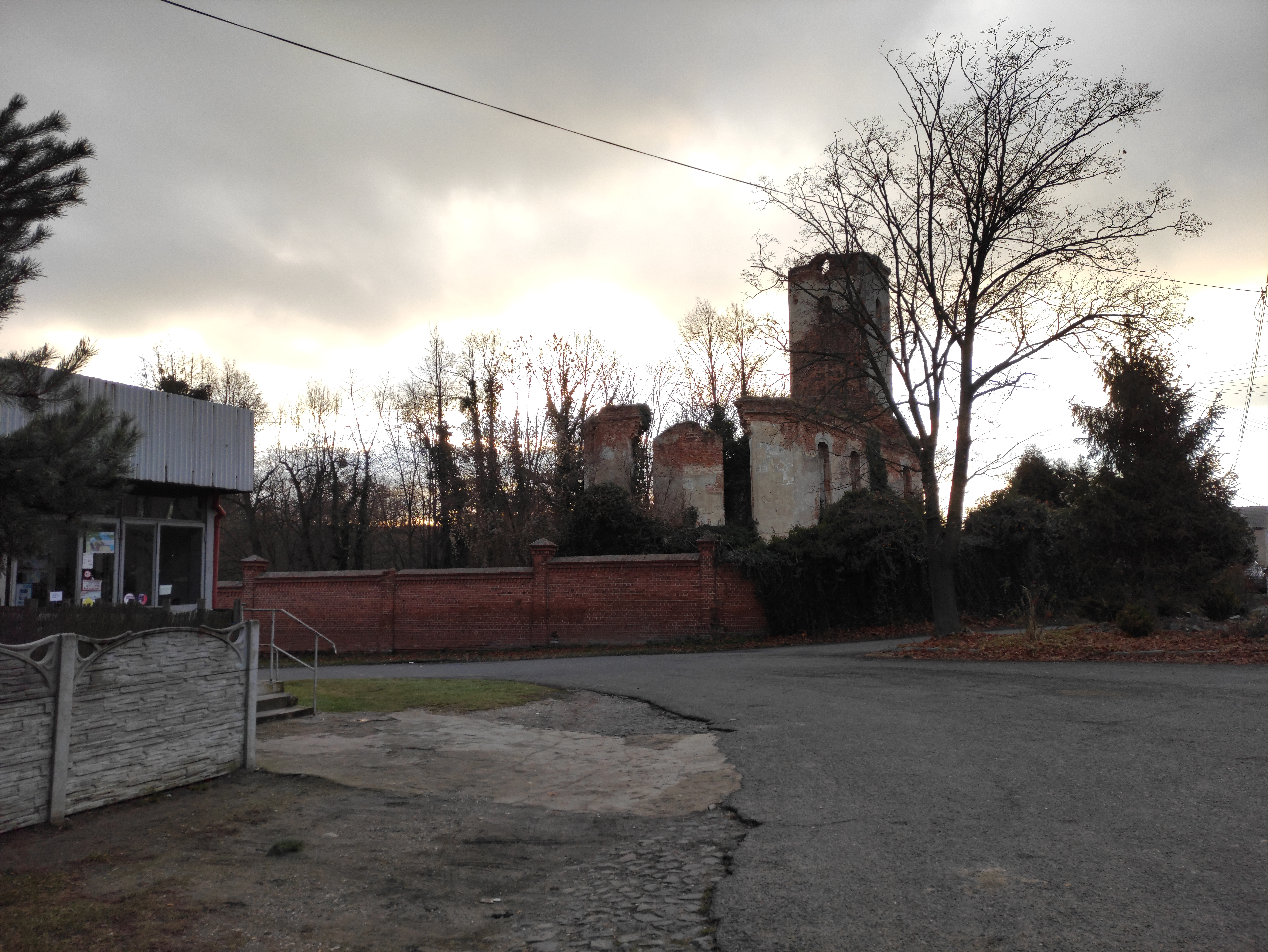
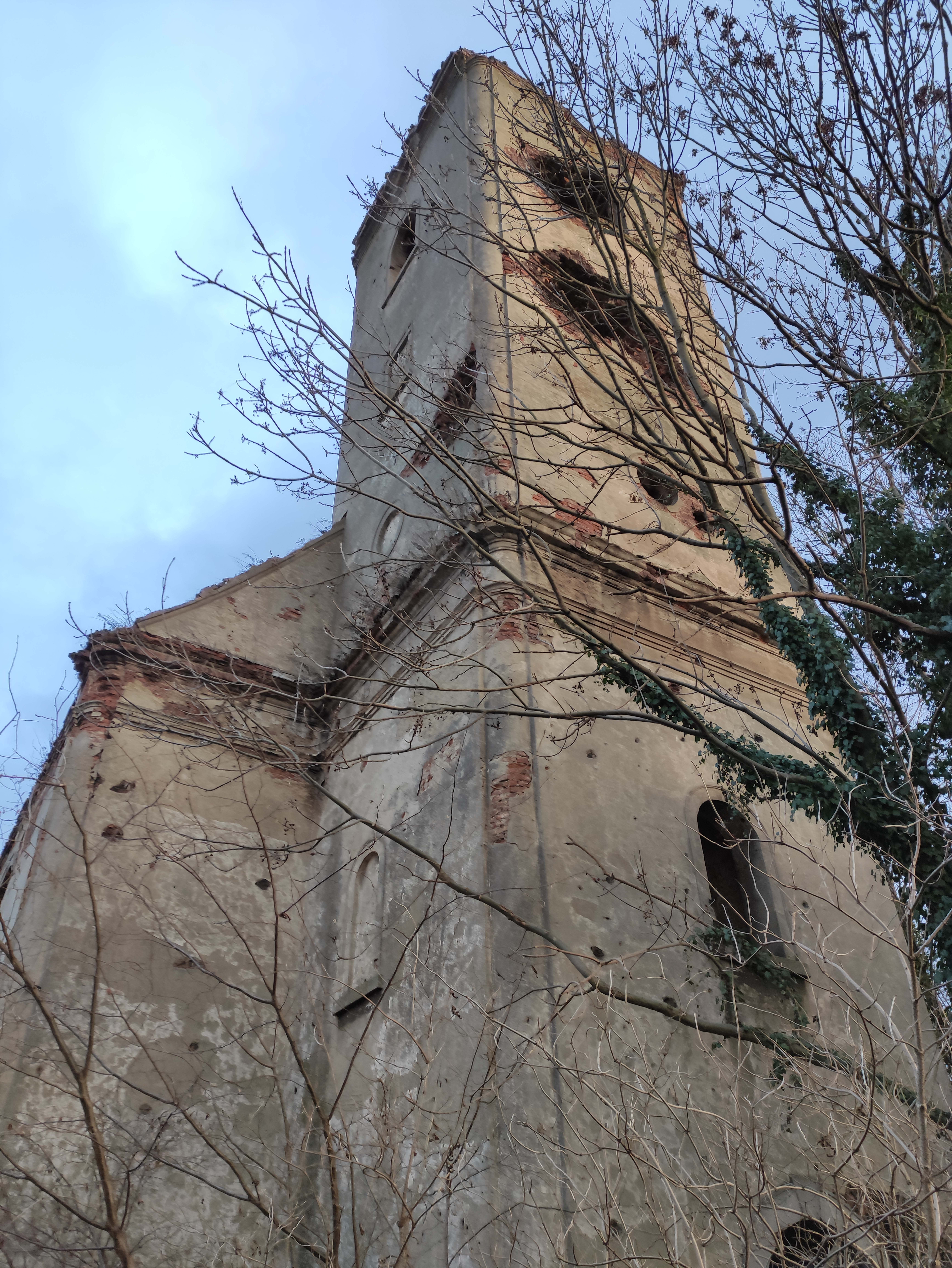
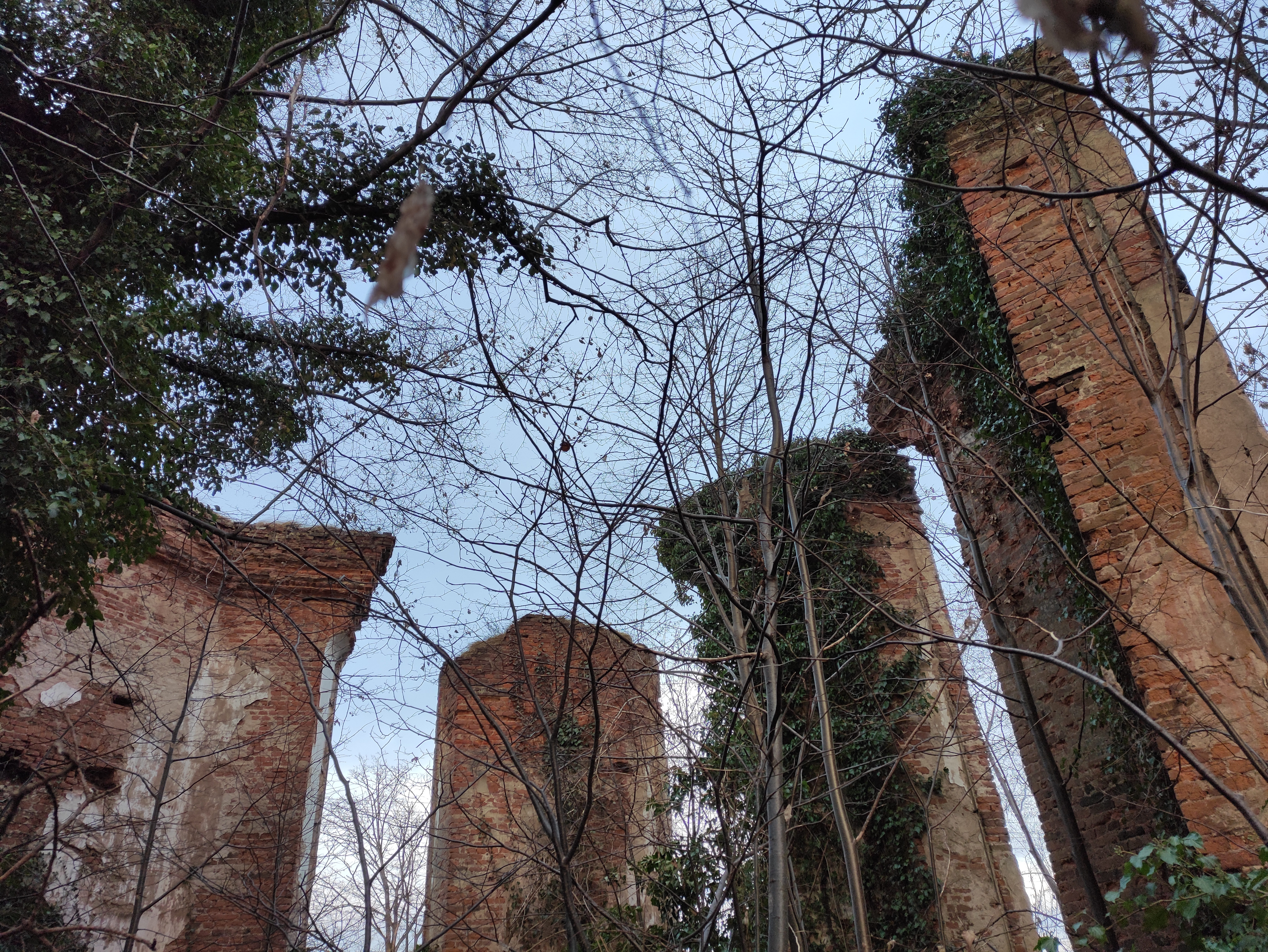
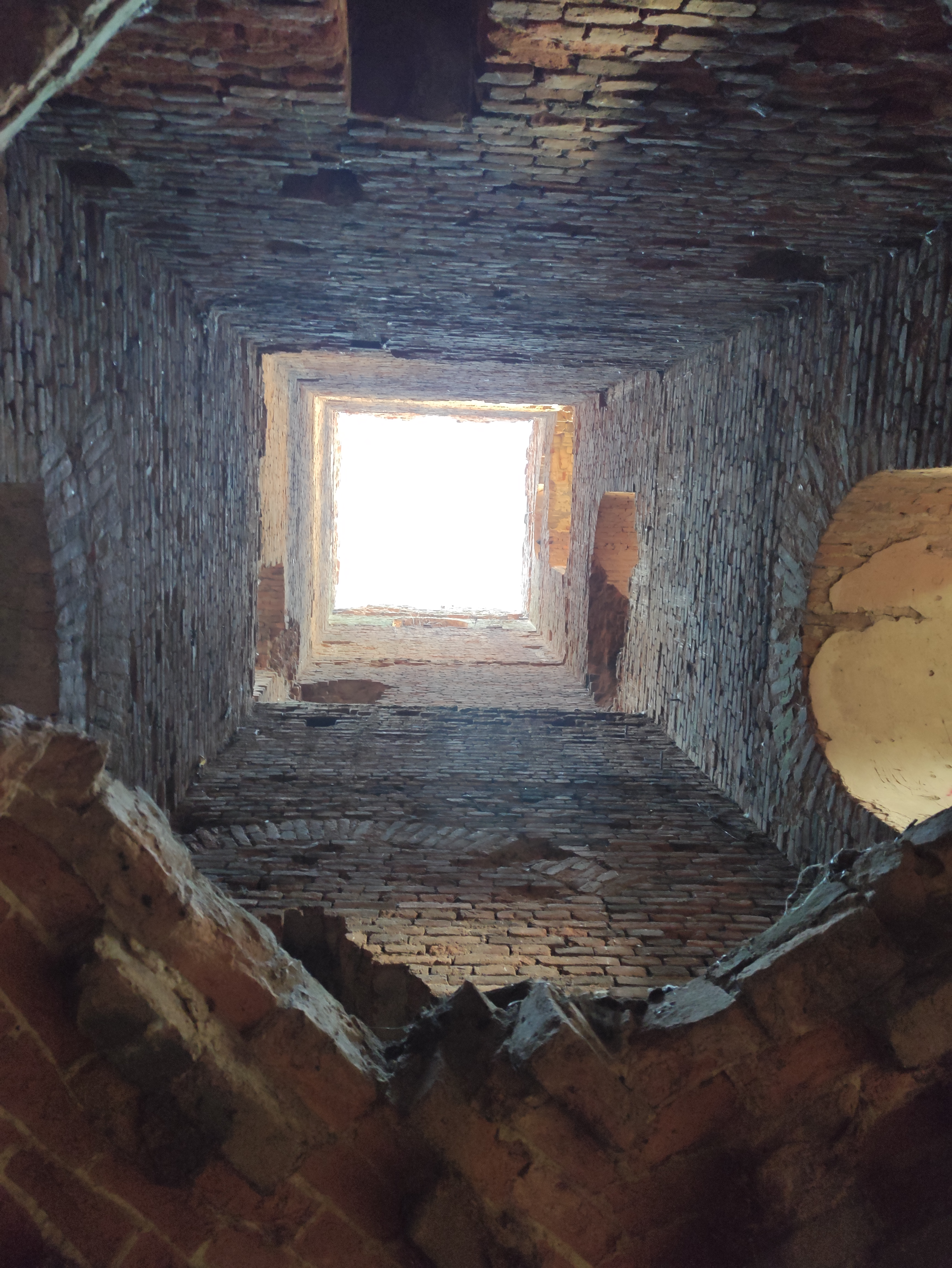
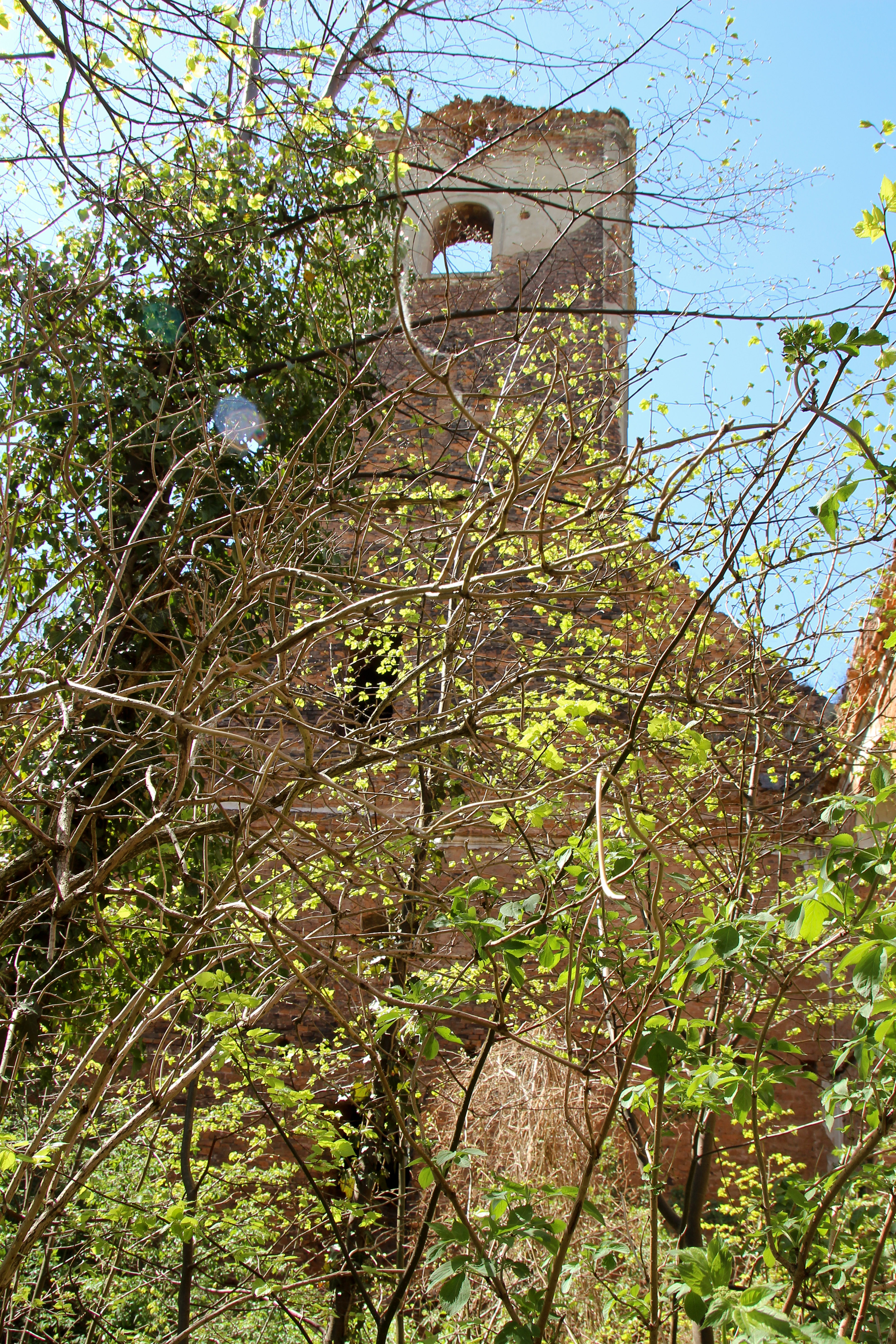
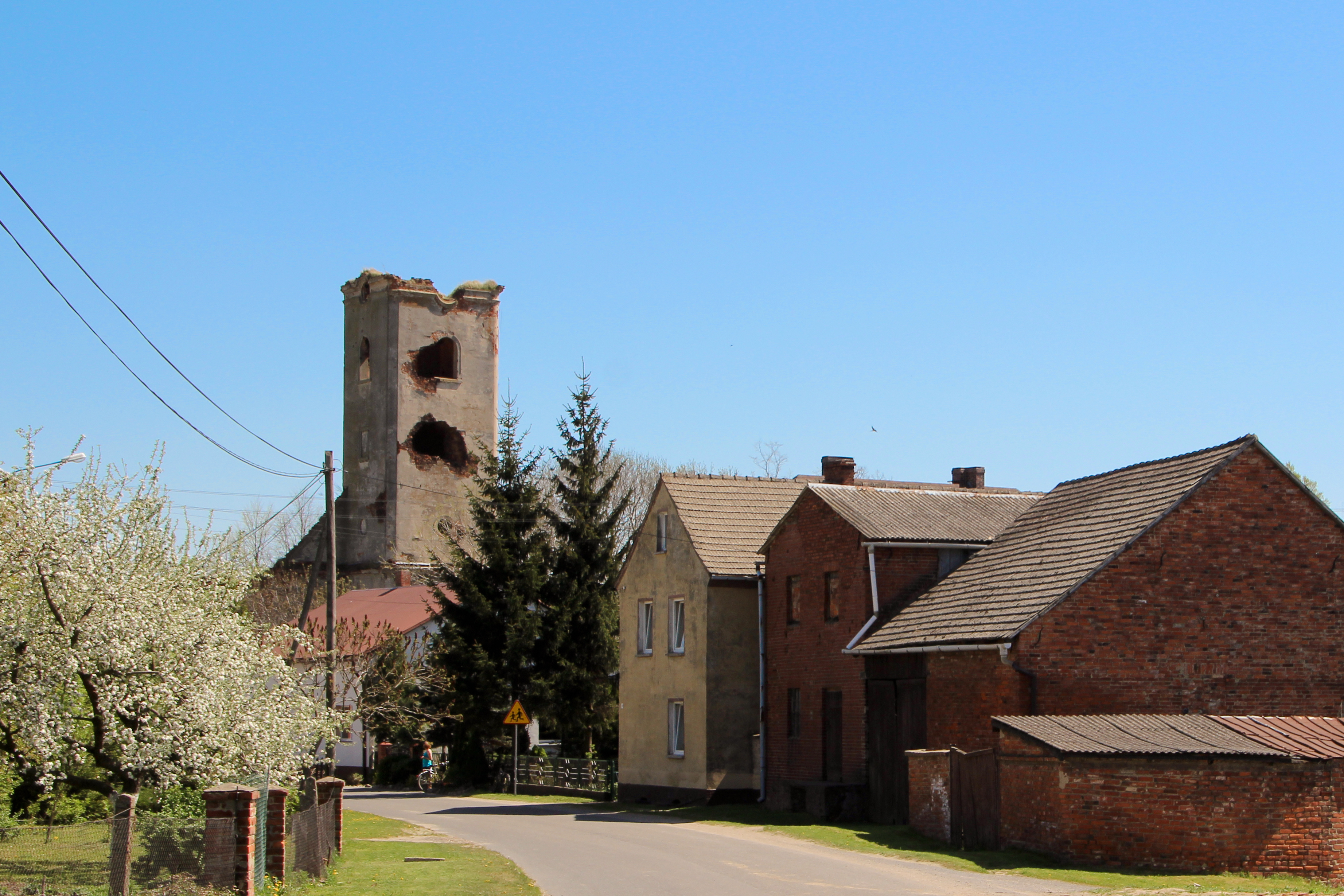